# Гумус по Тюрину
Определение гумуса почвы по методу И. В. Тюрина — метод основан на окислении органического вещества почвы хромовой кислотой до образования углекислоты. Количество кислорода, израсходованное на окисление органического углерода, определяют по разности между количеством хромовой кислоты, взятой для окисления, и количеством её, оставшимся неизрасходованным после окисления. В качестве окислителя применяют раствор К2Сr2O7 в серной кислоте, предварительно разбавленной водой в соотношении 1:1.
Содержание гумуса – важнейший показатель плодородия почвы, поскольку в нем сосредоточено около 90% валовых запасов азота, часть фосфора, серы, микроэлементов. Почвы с высоким содержанием гумуса имеют агрономически ценную структуру, большую емкость поглощения, большую буферность по отношению к кислотно-основным факторам воздействия. Гумусовые вещества могут также оказывать и непосредственное влияние на растения, стимулируя их рост и развитие. Метод даёт хорошую сходимость параллельных анализов, быстр, не требует специальной аппаратуры (в связи с чем, может быть использован и в экспедиционных условиях) и в настоящее время является общепринятым, особенно при проведении массовых анализов.
Реакция окисления протекает по следующим уравнениям:
2K2Cr2O7 + 8H2SO4 = 2K2SO4 + 2Cr2(SO4)3 + 8H2O + 3O2
3C + 3O2 = 3CO2